# Adelphomyia acicularis
Adelphomyia acicularis är en tvåvingeart. Adelphomyia acicularis ingår i släktet Adelphomyia och familjen småharkrankar.

## Underarter
Arten delas in i följande underarter:
- A. a. acicularis
- A. a. bidens